# Superliga A 2022-2023 (pallavolo femminile)
La Superliga A 2022-2023, 25ª edizione della massima serie del campionato kosovaro di pallavolo femminile, si è svolta dal 1º ottobre 2022 al 14 maggio 2023: al torneo hanno partecipato sei squadre di club kosovare e la vittoria finale è andata per la settima volta, la terza consecutiva, al Drita.

## Regolamento

### Formula
La formula ha previsto:
- Regular season, disputata in due fasi, autunnale e primaverile, entrambe con girone all'italiana, con gare di andata e ritorno, per un totale di venti giornate: le prime quattro classificate hanno acceduto ai play-off scudetto, la quinta classificata ha acceduto allo spareggio promozione-retrocessione, mentre l'ultima classificata è retrocessa in Superliga B;
- Play-off scudetto, disputati con:
  - Semifinali, giocate al meglio di due vittorie su tre gare;
  - Finale, giocata al meglio di tre vittorie su cinque gare.
- Spareggio retrocession-retrocessione, in gara singola tra l'ultima classificata della regular season e la prima classificata della  Superliga B: la vincente ha ottenuto o mantenuto il diritto di partecipazione alla Superliga A per la stagione successiva.

### Criteri di classifica
Se il risultato finale è stato di 3-0 o 3-1 sono stati assegnati 3 punti alla squadra vincente e 0 a quella sconfitta, se il risultato finale è stato di 3-2 sono stati assegnati 2 punti alla squadra vincente e 1 a quella sconfitta.
L'ordine del posizionamento in classifica è stato definito in base a:
- Punti;
- Numero di partite vinte;
- Ratio dei set vinti/persi;
- Ratio dei punti realizzati/subiti;
- Risultati degli scontri diretti.

## Squadre partecipanti
| Club          | Stagione | Città        | Impianto                             | Stagione precedente |
| ------------- | -------- | ------------ | ------------------------------------ | ------------------- |
| Drita         | dettagli | Gjilan       | Palestra e Sporteve Bashkim Selishta | Campione del Kosovo |
| Ferizaj       | dettagli | Ferizaj      | Palestra Bill Clinton                | 2ª in Superliga     |
| Feronikeli    | dettagli | Drenas       | Palestra e Sporteve                  | 6ª in Superliga     |
| Fushë Kosova  | dettagli | Kosovo Polje | Palestra e Sporteve                  | 5ª in Superliga     |
| M-Technologie | dettagli | Pristina     | Palazzo della Gioventù e dello Sport | 3ª in Superliga     |
| Skënderaj     | dettagli | Skënderaj    | Palestra e Sporteve                  | 4ª in Superliga     |

## Torneo

### Regular season

#### Risultati

##### Stagione autunnale
| Prima giornata |                        |     |                                   |
|                |                        |     |                                   |
| 02-10          | Drita - M-Technologie  | 3-0 | 25-18, 25-23, 25-21               |
| 01-10          | Feronikeli - Skënderaj | 0-3 | 9-25, 12-25, 24-26                |
| 01-10          | Fushë Kosova - Ferizaj | 3-2 | 25-17, 21-25, 30-28, 23-25, 15-11 |

| Seconda giornata |                          |     |                            |
|                  |                          |     |                            |
| 09-10            | M-Technologie - Ferizaj  | 0-3 | 24-26, 23-25, 23-25        |
| 09-10            | Skënderaj - Fushë Kosova | 3-1 | 21-25, 25-22, 25-15, 25-19 |
| 09-10            | Drita - Feronikeli       | 3-0 | 25-7, 25-10, 25-4          |

| Terza giornata |                            |     |                            |
|                |                            |     |                            |
| 16-10          | Feronikeli - M-Technologie | 0-3 | 10-25, 7-25, 10-25         |
| 15-10          | Fushë Kosova - Drita       | 1-3 | 19-25, 25-21, 18-25, 20-25 |
| 15-10          | Ferizaj - Skënderaj        | 0-3 | 11-25, 15-25, 16-25        |

| Quarta giornata |                           |     |                            |
|                 |                           |     |                            |
| 22-10           | Drita - Ferizaj           | 3-1 | 27-25, 25-20, 17-25, 25-18 |
| 21-10           | Feronikeli - Fushë Kosova | 0-3 | 13-25, 16-25, 22-25        |
| 23-10           | M-Technologie - Skënderaj | 1-3 | 19-25, 25-20, 16-25, 20-25 |

| Quinta giornata |                              |     |                            |
|                 |                              |     |                            |
| 26-10           | Fushë Kosova - M-Technologie | 1-3 | 19-25, 25-18, 8-25, 22-25  |
| 26-10           | Ferizaj - Feronikeli         | 3-0 | 25-10, 25-14, 25-7         |
| 27-10           | Skënderaj - Drita            | 1-3 | 21-25, 15-25, 25-22, 18-25 |

| Sesta giornata |                        |     |                     |
|                |                        |     |                     |
| 29-10          | M-Technologie - Drita  | 0-3 | 17-25, 20-25, 13-25 |
| 29-10          | Skënderaj - Feronikeli | 3-0 | 25-5, 25-13, 25-5   |
| 30-10          | Ferizaj - Fushë Kosova | 3-0 | 25-21, 25-19, 25-22 |

| Settima giornata |                          |     |                            |
|                  |                          |     |                            |
| 06-11            | Ferizaj - M-Technologie  | 3-1 | 25-12, 14-25, 25-21, 25-21 |
| 05-11            | Fushë Kosova - Skënderaj | 1-3 | 25-22, 24-26, 12-25, 17-25 |
| 04-11            | Feronikeli - Drita       | 0-3 | 13-25, 14-25, 17-25        |

| Ottava giornata |                            |     |                            |
|                 |                            |     |                            |
| 10-11           | M-Technologie - Feronikeli | 3-0 | 25-9, 25-15, 25-4          |
| 13-11           | Drita - Fushë Kosova       | 3-0 | 25-18, 25-21, 25-22        |
| 12-11           | Skënderaj - Ferizaj        | 3-1 | 22-25, 25-22, 25-22, 25-19 |

| Nona giornata |                           |     |                                  |
|               |                           |     |                                  |
| 19-11         | Ferizaj - Drita           | 0-3 | 18-25, 15-25, 22-25              |
| 19-11         | Fushë Kosova - Feronikeli | 3-0 | 25-14, 25-20, 25-10              |
| 18-11         | Skënderaj - M-Technologie | 3-2 | 22-25, 25-12, 25-16, 23-25, 15-3 |

| Decima giornata |                              |     |                                   |
|                 |                              |     |                                   |
| 25-11           | M-Technologie - Fushë Kosova | 3-2 | 17-25, 25-19, 22-25, 25-21, 15-12 |
| 22-11           | Feronikeli - Ferizaj         | 0-3 | 18-25, 11-25, 26-28               |
| 23-11           | Drita - Skënderaj            | 3-2 | 17-25, 25-23, 25-21, 23-25, 15-4  |

##### Stagione primaverile
| Undicesima giornata |                        |     |                            |
|                     |                        |     |                            |
| 05-02               | Drita - M-Technologie  | 3-1 | 19-25, 25-15, 25-19, 25-19 |
| 04-02               | Feronikeli - Skënderaj | 0-3 | 12-25, 10-25, 20-25        |
| 04-02               | Fushë Kosova - Ferizaj | 0-3 | 19-25, 18-25, 16-25        |

| Dodicesima giornata |                          |     |                                  |
|                     |                          |     |                                  |
| 11-02               | M-Technologie - Ferizaj  | 0-3 | 12-25, 23-25, 18-25              |
| 11-02               | Skënderaj - Fushë Kosova | 3-2 | 16-25, 23-25, 25-17, 25-16, 15-9 |
| 12-02               | Drita - Feronikeli       | 3-0 | 25-5, 25-12, 25-10               |

| Tredicesima giornata |                            |     |                            |
|                      |                            |     |                            |
| 25-02                | Fushë Kosova - Drita       | 0-3 | 20-25, 21-25, 23-25        |
| 22-02                | Ferizaj - Skënderaj        | 1-3 | 25-21, 26-28, 19-25, 18-25 |
| 22-02                | Feronikeli - M-Technologie | 0-3 | 10-25, 11-25, 10-25        |

| Quattordicesima giornata |                           |     |                                   |
|                          |                           |     |                                   |
| 05-03                    | Drita - Ferizaj           | 2-3 | 24-26, 25-19, 25-20, 14-25, 11-15 |
| 03-03                    | Feronikeli - Fushë Kosova | 0-3 | 8-25, 16-25, 14-25                |
| 04-03                    | M-Technologie - Skënderaj | 1-3 | 24-26, 25-23, 22-25, 18-25        |

| Quindicesima giornata |                              |     |                            |
|                       |                              |     |                            |
| 11-03                 | Fushë Kosova - M-Technologie | 1-3 | 21-25, 18-25, 25-20, 22-25 |
| 12-03                 | Ferizaj - Feronikeli         | 3-0 | 25-10, 25-7, 25-23         |
| 10-03                 | Skënderaj - Drita            | 1-3 | 23-25, 19-25, 25-19, 22-25 |

| Sedicesima giornata |                        |     |                     |
|                     |                        |     |                     |
| 18-03               | M-Technologie - Drita  | 0-3 | 20-25, 19-25, 8-25  |
| 17-03               | Skënderaj - Feronikeli | 3-0 | 25-12, 25-15, 25-17 |
| 19-03               | Ferizaj - Fushë Kosova | 3-0 | 25-15, 25-20, 25-16 |

| Diciassettesima giornata |                          |     |                            |
|                          |                          |     |                            |
| 26-03                    | Ferizaj - M-Technologie  | 3-1 | 25-21, 25-22, 21-25, 25-22 |
| 25-03                    | Fushë Kosova - Skënderaj | 1-3 | 19-25, 26-24, 20-25, 19-25 |
| 26-03                    | Feronikeli - Drita       | 0-3 | 9-25, 13-25, 12-25         |

| Diciottesima giornata |                            |     |                                  |
|                       |                            |     |                                  |
| 02-04                 | Drita - Fushë Kosova       | 3-1 | 29-27, 22-25, 25-9, 25-20        |
| 02-04                 | Skënderaj - Ferizaj        | 3-2 | 25-23, 25-18, 15-25, 23-25, 15-7 |
| 31-03                 | M-Technologie - Feronikeli | 3-0 | 25-8, 25-14, 25-8                |

| Diciannovesima giornata |                           |     |                                  |
|                         |                           |     |                                  |
| 06-04                   | Ferizaj - Drita           | 2-3 | 13-25, 25-12, 25-22, 14-25, 6-15 |
| 04-04                   | Fushë Kosova - Feronikeli | 3-0 | 25-10, 25-12, 25-7               |
| 06-04                   | Skënderaj - M-Technologie | 3-0 | 25-14, 26-24, 25-21              |

| Ventesima giornata |                              |     |                            |
|                    |                              |     |                            |
| 08-04              | M-Technologie - Fushë Kosova | 3-1 | 25-16, 25-27, 25-18, 25-16 |
| 08-04              | Feronikeli - Ferizaj         | 0-3 | 12-25, 8-25, 5-25          |
| 09-04              | Drita - Skënderaj            | 3-0 | 25-18, 25-18, 25-22        |

#### Classifica
| Pos. | Squadra       | Pt | G  | V  | P  | SV | SP | Ratio | PF    | PS    | Ratio |
| ---- | ------------- | -- | -- | -- | -- | -- | -- | ----- | ----- | ----- | ----- |
| 1.   | Drita         | 56 | 20 | 19 | 1  | 59 | 13 | 4,538 | 1 704 | 1 306 | 1,305 |
| 2.   | Skënderaj     | 46 | 20 | 16 | 4  | 52 | 25 | 2,080 | 1 776 | 1 485 | 1,196 |
| 3.   | Ferizaj       | 38 | 20 | 12 | 8  | 45 | 28 | 1,607 | 1 617 | 1 464 | 1,105 |
| 4.   | M-Technologie | 24 | 20 | 8  | 12 | 31 | 41 | 0,756 | 1 530 | 1 490 | 1,027 |
| 5.   | Fushë Kosova  | 16 | 20 | 5  | 15 | 27 | 47 | 0,574 | 1 542 | 1 629 | 0,947 |
| 6.   | Feronikeli    | 0  | 20 | 0  | 20 | 0  | 60 | 0,000 | 709   | 1 504 | 0,471 |

      Qualificata ai play-off scudetto.
      Qualificata allo spareggio promozione-retrocessione.
      Retrocessa in Superliga B.

### Play-off

#### Tabellone
|  | Semifinali | Semifinali    | Semifinali | Semifinali | Semifinali |   |   | Finale | Finale | Finale | Finale | Finale | Finale | Finale |  |
|  |            |               |            |            |            |   |   |        |        |        |        |        |        |        |  |
|  | 1          | Drita         | 2          | 3          | 3          |   |   |        |        |        |        |        |        |        |  |
|  | 1          | Drita         | 2          | 3          | 3          |   |   |        |        |        |        |        |        |        |  |
|  | 4          | M-Technologie | 3          | 0          | 0          |   |   |        |        |        |        |        |        |        |  |
|  | 4          | M-Technologie | 3          | 0          | 0          |   | 1 | Drita  | 1      | 1      | 3      | 3      | 3      |        |  |
|  |            |               |            |            |            |   | 1 | Drita  | 1      | 1      | 3      | 3      | 3      |        |  |
|  |            |               | 2          | Skënderaj  | 3          | 3 | 2 | 0      | 0      |        |        |        |        |        |  |
|  | 2          | Skënderaj     | 2          | Skënderaj  | 3          | 3 | 2 | 0      | 0      | 3      | 3      |        |        |        |  |
|  | 2          | Skënderaj     |            |            |            |   |   |        |        |        |        |        |        |        |  |
|  | 3          | Ferizaj       | 0          | 2          |            |   |   |        |        |        |        |        |        |        |  |

#### Risultati

##### Semifinali
| Gara 1 |                       |     |                                   |
|        |                       |     |                                   |
| 16-04  | Drita - M-Technologie | 2-3 | 18-25, 25-13, 24-26, 25-21, 14-16 |
| 16-04  | Skënderaj - Ferizaj   | 3-0 | 25-20, 25-14, 25-21               |

| Gara 2 |                       |     |                                   |
|        |                       |     |                                   |
| 28-04  | M-Technologie - Drita | 0-3 | 19-25, 19-25, 11-25               |
| 27-04  | Ferizaj - Skënderaj   | 2-3 | 18-25, 13-25, 25-19, 25-20, 13-15 |

| Gara 3 |                       |     |                     |
|        |                       |     |                     |
| 30-04  | Drita - M-Technologie | 3-0 | 25-14, 25-17, 25-18 |

##### Finale
| Gara 1 |                   |     |                            |
|        |                   |     |                            |
| 04-05  | Drita - Skënderaj | 1-3 | 21-25, 22-25, 25-13, 14-25 |

| Gara 2 |                   |     |                            |
|        |                   |     |                            |
| 06-05  | Skënderaj - Drita | 3-1 | 25-19, 13-25, 27-25, 25-20 |

| Gara 3 |                   |     |                                   |
|        |                   |     |                                   |
| 10-05  | Drita - Skënderaj | 3-2 | 25-21, 25-23, 27-29, 20-25, 15-10 |

| Gara 4 |                   |     |                     |
|        |                   |     |                     |
| 12-05  | Skënderaj - Drita | 0-3 | 16-25, 23-25, 17-25 |

| Gara 5 |                   |     |                     |
|        |                   |     |                     |
| 14-05  | Drita - Skënderaj | 3-0 | 25-22, 25-22, 25-21 |

### Spareggio promozione-retrocessione
| Gara 1 |                           |     |                     |
|        |                           |     |                     |
| 16-04  | Suti Sport - Fushë Kosova | 0-3 | 12-25, 19-25, 19-25 |

## Classifica finale
| Pos               | Squadra       | Qualificazione        |
| ----------------- | ------------- | --------------------- |
| Kosovo (bandiera) | Drita         | BVA Cup 2023          |
| 2                 | Skënderaj     |                       |
| 3                 | Ferizaj       |                       |
| 4                 | M-Technologie |                       |
| 5                 | Fushë Kosova  |                       |
| 6                 | Feronikeli    | Superliga B 2023-2024 |